# Septum pellucidum
Le septum pellucidum, est une membrane verticale, fine, triangulaire séparant les cornes antérieures des 2 ventricules latéraux du cerveau, passant du corps calleux jusqu'au fornix.

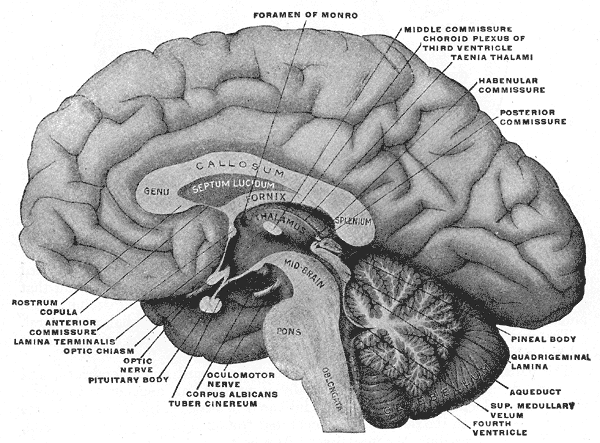
Schéma d'une coupe sagitale du cerveau passant par la ligne médiane.

## Structure
Le septum pellucidum est situé sur la ligne médiane du cerveau, entre les deux hémisphères cérébraux. Il est attaché en haut au corps calleux, l'ensemble des fibres nerveuses qui connectent les 2 hémisphères. En arrière il est en rapport avec la partie antérieure du fornix, et de part et d'autre on trouve la face médiane des deux ventricules latéraux.
Le septum pellucidum est formé de 2 couches ou laminae, constituées, à la fois, de la substance blanche et de la substance grise. Durant le développement fœtal, il existe un espace entre les deux laminae appelé « Cavum septum pallidum », qui va disparaître dans 90 % des cas au cours de l'enfance,. Ce cavum (à ne pas confondre avec le cavum) est appelé parfois le 5e ventricule, cependant ce terme a perdu de son importance du fait qu'il n'existe pas de communication avec le reste du système ventriculaire,.

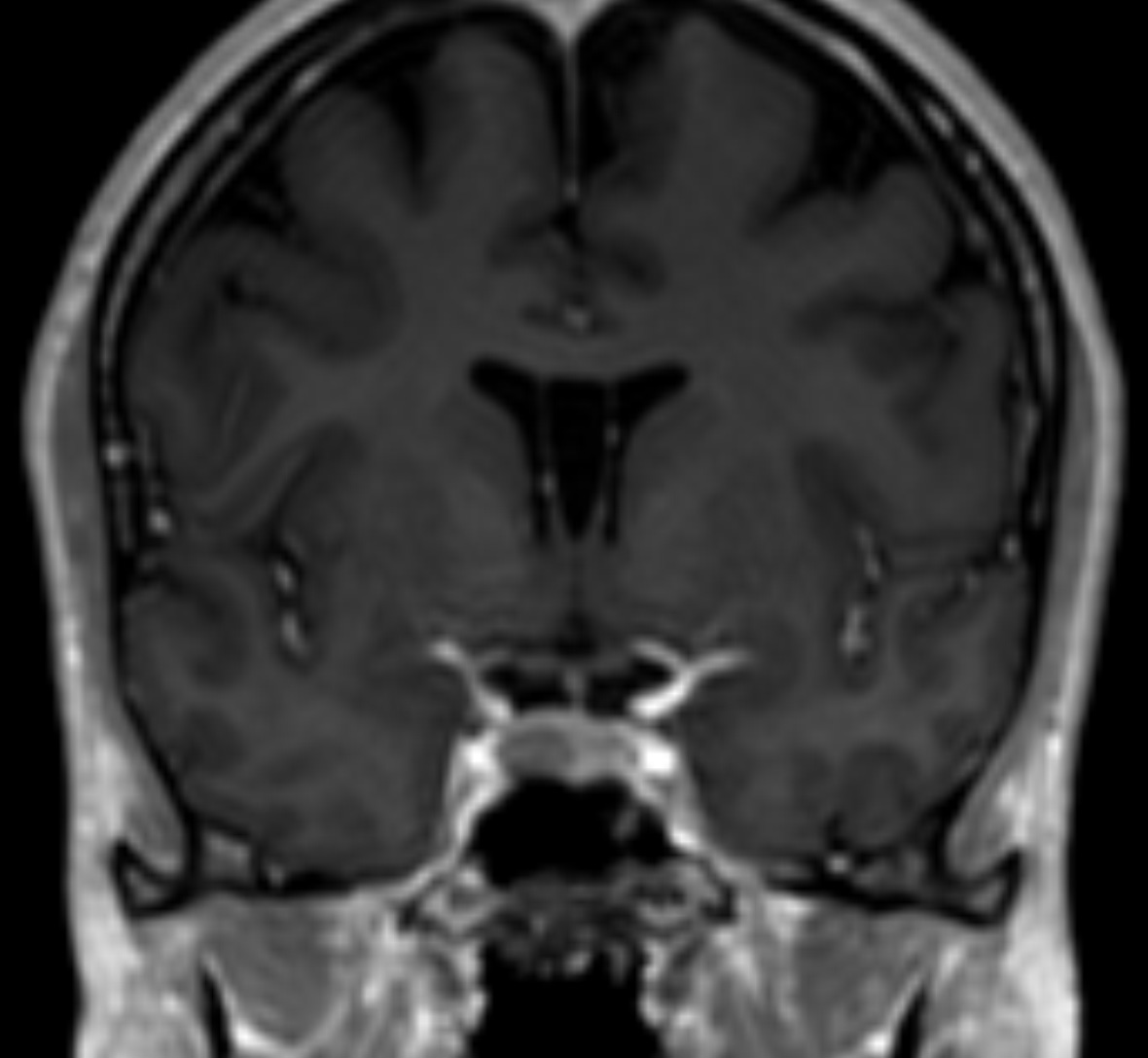
Cavum septum pellucidum persistant.

## Applications cliniques
L'absence du septum pellucidum est rencontré dans la dysplasie septo-optique, un syndrome malformatif congénital caractérisé par un défaut de développement de la ligne médiane du cerveau, comprenant une hypoplasie des nerfs optiques et de l'hypophyse.